# Список дипломатических миссий Соломоновых Островов

Список дипломатических миссий Соломоновых островов — Соломоновы Острова имеют крайне ограниченное количество дипломатических представительств за рубежом. Миссии этого государства в странах — членах Британского содружества наций (в которое также входят и Соломоновы Острова) возглавляет высший комиссар в ранге посла.

## Азия
- Китай, Пекин (посольство)
- Индонезия, Джакарта (посольство)

## Америка
- Куба, Гавана (посольство)

## Европа
- Бельгия, Брюссель (посольство)
- Великобритания, Лондон (высший комиссариат)

## Океания
- Австралия, Канберра (высший комиссариат)
- Фиджи, Сува (высший комиссариат)
- Новая Зеландия, Веллингтон (высший комиссариат)
- Папуа-Новая Гвинея, Порт-Морсби (высший комиссариат)

## Международные организации
- Брюссель (представительство при ЕС)
- Нью-Йорк (постоянное представительство при ООН)